# John DeLuca
John DeLuca, född 25 april 1986 i Longmeadow i Massachusetts, är en amerikansk skådespelare och sångare, känd för rollen som Butchy i Disney Channel-filmerna Teen Beach Movie och Teen Beach 2, samt Anthony i coming of age-komedin Staten Island Summer. Han har också varit gästskådespelare i Disney Channel-serierna Jessie och Magi på Waverly Place, den förstnämnda tillsammans med Teen Beach-motspelerskan Maia Mitchell.
DeLuca föddes i Longmeadow, Massachusetts, som den äldsta av tre söner. Hans skådespelarintresse väcktes, när han under sitt sista år på high school, fick rollen som Fågelskrämman i skolans teateruppsättning av Trollkarlen från Oz. Han började sedan därefter att studera på teaterprogrammet på Fordham University i New York.

## Filmografi (i urval)

### Filmer
- 2013 – Teen Beach Movie
- 2015 – Teen Beach 2
- 2015 – Staten Island Summer
- 2020 – Spree
- 2020 – Oss pojkar emellan

### TV-serier
- 2009 – 30 Rock (TV-serie)
- 2009 – Ugly Betty (TV-serie)
- 2011 – Lights Out (TV-serie)
- 2011 – Magi på Waverly Place (TV-serie)
- 2012 – The Secret Life of the American Teenager (TV-serie)
- 2013 – Jessie (TV-serie)
- 2013 – Twisted (TV-serie)
- 2014 – Instant Mom (TV-serie)
- 2016 – General Hospital (TV-serie)
- 2016 – How to Get Away with Murder (TV-serie)
- 2019 – American Horror Story (TV-serie) (säsongen 1984)
- 2019 – Mini-Mupparna (TV-serie)

### Spel
- 2020 – Mafia: Definitive Edition
- 2022 – Horizon Forbidden West